# 高尿素窒素血症
高尿素窒素血症（こうにょうそちっそけっしょう）は、血中に高濃度に尿素窒素が含まれている病態。尿素窒素とは血中の尿素に含まれる窒素の量を表すもので、一般には血清を検体とする。原因としては飢餓や腎障害が挙げられる。